# Nazionale maschile di calcio della Tanzania
La nazionale di calcio della Tanzania è la rappresentativa nazionale calcistica della Tanzania ed è posta sotto l'egida della Tanzania Football Association. Fondata nel 1930, quando ancora la nazione si chiamava Tanganica, è affiliata alla FIFA ed alla CAF dal 1964.
Non ha mai preso parte alla fase finale della Coppa del mondo. Ha disputato tre fasi finali della Coppa d'Africa, nel 1980, nel 2019 e nel 2023, venendo sempre eliminata al primo turno.
L'isola di Zanzibar, che appartiene alla Tanzania, ha una propria rappresentativa ed una federazione affiliata alla CAF, anche se non può prendere parte alle qualificazioni alla Coppa del mondo e alla Coppa d'Africa.
Nella graduatoria FIFA in vigore da agosto 1993 il miglior posizionamento raggiunto dalla Tanzania è stato il 65º posto del febbraio 1995, mentre il peggiore è stato il 175º posto dell'ottobre 2005; occupa il 110º posto della graduatoria.

## Storia
La nazionale del Tanganica esordì nel 1945 perdendo per 7-0 in casa dell'Uganda. Nel 1974 la Tanzania vinse la Coppa CECAFA.
La prima qualificazione della Tanzania alla Coppa d'Africa risale all'edizione del 1980, dove la squadra fu eliminata al primo turno. Nello stesso decennio, nel 1984, la nazionale vinse per la seconda volta la Coppa CECAFA, per poi replicare il successo nel 1994.
Seguirono decenni in cui la qualificazione alla Coppa d'Africa fu sempre mancata, con il miglior risultato conseguito nelle eliminatorie dell'edizione del 2008, concluse a tre punti dalla capolista del girone, il Senegal. Nel 2010 la Tanzania vinse la Coppa CECAFA per la terza volta.
Tra i più significativi risultati ottenuti negli anni duemiladieci è da annoverare il terzo posto ottenuto nella Coppa COSAFA 2017. Nel torneo, dopo la vittoria per 1-0 contro il Sudafrica ai quarti di finale, la Tanzania fu sconfitta per 4-2 dallo Zambia in semifinale e conseguì la medaglia di bronzo battendo per 4-2 il Lesotho ai tiri di rigore dopo lo 0-0 dei tempi supplementari.
La Tanzania tornò dopo trentanove anni a qualificarsi alla fase finale della Coppa d'Africa nell'edizione del 2019, in cui perse tutte e tre le partite del girone, chiuso all'ultimo posto. Mancato l'accesso alla fase finale dell'edizione del 2021, i tanzaniani ottennero la qualificazione alla fase finale dell'edizione del 2023 del massimo torneo continentale, dove chiusero il girone all'ultimo posto con due pareggi e una sconfitta.

## Commissari tecnici
In corsivo i commissari tecnici ad interim.
- Bert Trautmann (1975)
- Geoff Hudson (1977-1979)
- Sławomir Wolk (1979-1980)[2]
- Mahammed Msomali (1980-1981)
- Rudi Gutendorf (1981)
- Joseph Bendera (1981-1985)[3]
- Paul West (1985-1989)[4]
- Charles Boniface Mkwasa (1989-1992)
- Kayuni Sunday (1993-1995)[5]
- Clóvis de Oliveira (1995-1996)
- Badru Hafidh (1996-1998)
- Sylersaid Mziray (1998-1999)[6]
- Mansour Magram (1999-00)
- Burkhard Pape (2000-01)
- Mshindo Msolla (2001-02)
- James Siang'a (2002)
- Mshindo Msolla (2002-03)
- Badru Hafidh (2003-06)
- Júlio César Leal (2006)
- Márcio Máximo (2006-10)
- Jan Poulsen (2010-2012)
- Kim Poulsen (2012-14)
- Salum Madadi (2014)
- Mart Nooij (2014-2015)
- Charles Boniface Mkwasa (2015-2017)
- Salum Mayanga (2017-2018)
- Emmanuel Amunike (2018-2019)
- Etienne Ndayiragije (2019-2021)
- Kim Poulsen (2021-2022)
- Honour Janza (2022)
- Dean Alty (2022)
- Kim Poulsen (2022-2023)
- Adel Amrouche (2023-2024)
- Hemed Suleiman Ali (2024-)

## Palmarès
- Coppa CECAFA: 4

Tanzania 1974, Kenya 1994, Tanzania 2010, Etiopia 2021

## Partecipazioni ai tornei internazionali

### Campionato del mondo
- Dal 1930 al 1970 - Non partecipante
- 1974 - Non qualificata
- 1978 - Ritirata
- 1982 - Non qualificata
- 1986 - Non qualificata
- 1990 - Non partecipante
- 1994 - Ritirata durante le qualificazioni
- Dal 1998 al 2022 - Non qualificata

### Coppa d'Africa
- Dal 1957 al 1965 - Non partecipante
- 1968 - Ritirata durante le qualificazioni
- Dal 1970 al 1978 - Non qualificata
- 1980 - Primo turno
- 1982 - Ritirata
- 1984 - Non qualificata
- 1986 - Ritirata durante le qualificazioni
- Dal 1988 al 1992 - Non qualificata
- 1994 - Ritirata durante le qualificazioni
- Dal 1996 al 2002 - Non qualificata
- 2004 - Ritirata durante le qualificazioni
- 2006 - Non qualificata
- 2008 - Non qualificata
- 2010 - Non qualificata
- 2012 - Non qualificata
- 2013 - Non qualificata
- 2015 - Non qualificata
- 2017 - Non qualificata
- 2019 - Primo turno
- 2021 - Non qualificata
- 2023 - Primo turno

## Rosa attuale
Lista dei 23 giocatori convocati per le partite di qualificazione alla Coppa d'Africa 2023 contro Niger e Algeria.
|  | P | Aishi Manula          | 13 settembre 1995 | 51 | 0  | Simba                       |  |  |
|  | P | Metacha Mnata         | 25 novembre 1998  | 9  | 0  | Free agent                  |  |  |
|  | P | Abutwalib Mshery      |                   | 0  | 0  | Mtibwa Sugar                |  |  |
|  |   |                       |                   |    |    |                             |  |  |
|  | D | Shomari Kapombe       | 28 gennaio 1992   | 81 | 1  | Simba                       |  |  |
|  | D | Mohamed Husseini      | 1º novembre 1996  | 32 | 0  | Simba                       |  |  |
|  | D | Bakari Mwamnyeto      | 5 ottobre 1995    | 26 | 0  | Young Africans              |  |  |
|  | D | Dickson Job           | 29 dicembre 2000  | 11 | 0  | Young Africans              |  |  |
|  | D | Kennedy Juma          | 27 settembre 1994 | 10 | 0  | Simba                       |  |  |
|  | D | Kibwana Shomari       | 21 novembre 2000  | 5  | 0  | Young Africans              |  |  |
|  | D | Haji Mnoga            | 16 aprile 2002    | 3  | 0  | Portsmouth                  |  |  |
|  | D | Abdalla Kheri         | 10 ottobre 1996   | 2  | 0  | Azam                        |  |  |
|  |   |                       |                   |    |    |                             |  |  |
|  | C | Himid Mao             | 15 novembre 1992  | 61 | 2  | Ghazl El Mahalla            |  |  |
|  | C | Salum Abubakar        | 21 febbraio 1989  | 50 | 1  | Young Africans              |  |  |
|  | C | Mzamiru Yassin        | 3 gennaio 1996    | 36 | 0  | Simba                       |  |  |
|  | C | Feisal Salum          | 11 gennaio 1998   | 25 | 2  | Young Africans              |  |  |
|  | C | Novatus Miroshi       | 02 settembre 2002 | 10 | 2  | Zulte Waregem               |  |  |
|  | C | Aziz Andabwile        | 12 maggio 2000    | 2  | 0  | Mbeya City                  |  |  |
|  | C | Ben Starkie           | 23 luglio 2002    | 2  | 0  | Spalding United             |  |  |
|  |   |                       |                   |    |    |                             |  |  |
|  | A | Saimon Msuva          | 2 ottobre 1993    | 77 | 18 | Wydad AC                    |  |  |
|  | A | Mbwana Samatta        | 23 dicembre 1992  | 68 | 22 | PAOK                        |  |  |
|  | A | Faridi Mussa          | 21 giugno 1996    | 37 | 1  | Young Africans              |  |  |
|  | A | Nickson Kibabage      | 12 ottobre 2000   | 14 | 0  | Kinondoni Municipal Council |  |  |
|  | A | Denis Kibu            | 4 dicembre 1998   | 7  | 0  | Simba                       |  |  |
|  | A | Reliants Lusajo       | 07 marzo 1990     | 7  | 0  | Namungo                     |  |  |
|  | A | Kelvin John           | 10 giugno 2003    | 5  | 0  | Genk                        |  |  |
|  | A | Abdul Hamisi Suleiman | 26 febbraio 2001  | 5  | 0  | Coastal Union               |  |  |
|  | A | George Mpole          | 27 luglio 1998    | 4  | 2  | Geita Gold                  |  |  |
|  | A | Ibrahim Joshua        | 29 luglio 1994    | 2  | 0  | Tusker                      |  |  |

## Tutte le rose

### Coppa d'Africa
Coppa d'Africa 1980P Mambosasa, P Pondamali, D Amir, D Kajole, D Mtagwa, D Mukebezi, D Tenga, C Boniface, C Hussein, C Mkambi, C Ngulungu, C Ramadhan, C Thabit, A Massewa, A Tino, A Waziri, CT: Wolk
Coppa d'Africa 20191 Kalambo, 2 Kamagi, 3 Salum, 4 Nyoni, 5 Yondani, 6 Morris, 7 Mao, 8 Domayo, 9 Yussuf, 10 Samatta, 11 Ulimwengu, 12 Msuva, 13 Mnata, 14 Bocco, 15 Husseini, 16 Mandawa, 17 Mussa, 18 Manula, 19 Philipo, 20 Mtoni, 21 Zayd, 22 Kessy, 23 Yahya, CT: Amunike
Coppa d'Africa 20231 Kawawa, 2 Mnoga, 3 Yahya, 4 Hamad, 5 Job, 6 Salum, 7 Mao, 8 Abraham, 9 Kachwele, 10 Samatta, 11 Allarakhia, 12 Msuva, 13 Kakolanya, 14 Mwamnyeto, 15 Husseini, 16 Mwaikenda, 17 Bajana, 18 Manula, 19 Yassin, 20 Miroshi, 21 M'Mombwa, 22 Denis, 23 Starkie, 24 Banda, 25 Zakaria, 26 van den Bos, 27 Sagaf, CT: Amrouche, poi Suleiman Ali